# Heinrich Schneidereit
Heinrich Schneidereit (Colònia, Imperi Alemany, 23 de desembre de 1884 – Thionville, França, 30 de setembre de 1915) va ser un haltera alemany que va competir a començaments del segle xx.
El 1906 va prendre part en els Jocs Intercalats d'Atenes, on disputà dues proves del programa d'halterofília i la d'estirar la corda. Va guanyar la medalla d'or en el joc d'estirar la corda i la de bronze en aixecament a una mà i aixecament a dues mans. Guanyà quatre medalles al campionat del món d'halterofília entre el 1903 i 1911. El 1914 va guanyar la seva última competició. El 1915 va morir a França durant els primers dies de la Primera Guerra Mundial.